# Ferdo Gradišnik
Ferdo Gradišnik, hrvaški častnik in vojaški pilot, * 16. avgust 1899, Volosko, Hrvatsko primorje, † 8. april 1941, Kačanička klisura (padel v boju).

## Življenje
Rodil se je mati Mariji Gradišnik, roj. Sučić z Voloskega in očetu Franju Gradišniku iz okolice Maribora. Imel je starejšega brata Miroslava Gradišnika (1898–1970) in mlajšega brata Franja Gradišnika (1901–1990). 

## Pilotska kariera
Leta 1922 je vstopil v vojno letalstvo Kraljevine SHS. 1923 je v Novem Sadu končal letalsko izvidniško šolo, naslednje leto pa še pilotsko šolo, še naslednje leto pa šolo za pilota-lovca. Zaradi nadarjenosti za letenje je večkrat zastopal Jugoslavijo na mednarodnih tekmah (1927 v Zürichu, istega leta na Češkoslovaškem in 1932 v Zürichu s tretjo uvrstitvijo). Začetek aprilske vojne je pričakal kot poveljnik 1. bombniškega polka v Bijeljini. 8. aprila 1941 je njegovo letalo strmoglavilo, ko je v tesni soteski odvrgel bombe na napredujoče Nemce in so drobci bomb zadeli tudi njegovo letalo.

## Napredovanja
- kapetan 1. stopnje VKJ (1931)
- major VKJ (?)
- podpolkovnik VKJ (?)
- polkovnik VKJ (?)

## Odlikovanja
- red belega orla (2x)
- medalja za prizadevno službo